# Липянка (Черкасская область)
Липя́нка (укр. Лип'янка) — село в Шполянском районе Черкасской области Украины.

## Основная информация
Население по переписи 2001 года составляло 1190 человек. Почтовый индекс — 20650. Телефонный код — 4741.
В селе родился Герой Советского Союза Иван Полищук.
9 октября 2015 года в селе был освячен новопостроенный храм УПЦ КП, названный в честь святого апостола Иоанна Богослова и возведенный при поддержке агропромышленного холдинга LNZ Group.

## Местный совет
20650, Черкасская обл., Шполянский р-н, с. Липянка, ул. Ленина